# Палестинский комитет

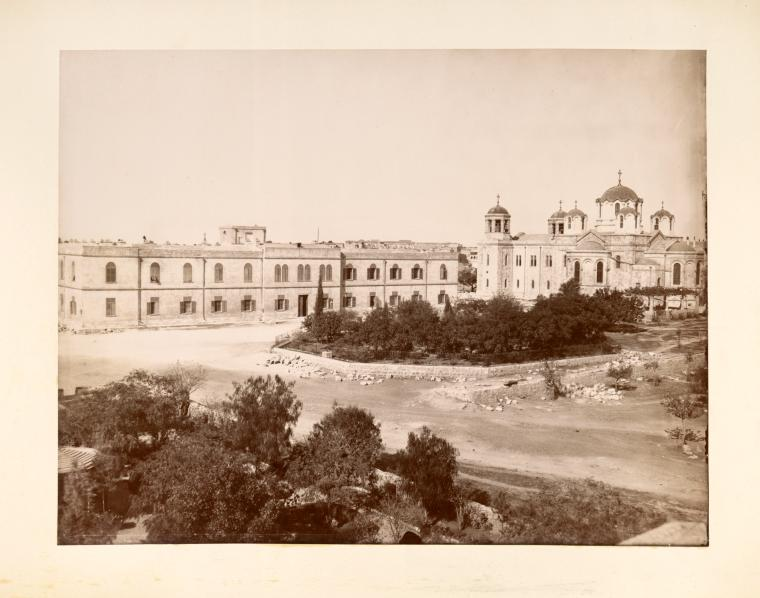
Русские постройки в Иерусалиме, построенные Палестинским Комитетом в период 1860—1872 гг.

Палести́нский комите́т — российская общественная организация, созданная 23 марта 1859 года в Санкт-Петербурге, Российская Империя, и работавшая до 7 апреля 1864 года, до своего преобразования в Палестинскую Комиссию. В свою очередь Палестинская Комиссия была упразднена и прекратила своё существование в 1889 году, а её капиталы и имущество были переданы Императорскому православному палестинскому обществу, созданному в 1882 году.

## История создания
В состав членов Палестинского Комитета вошли: Обер-Прокурор Святейшего правительствующего синода, статс-секретарь кн. Оболенский, директор Азиатского департамента министерства иностранных дел генерал-майор Ковалевский, член Совета министров финансов действительный статский советник Небольсин и директор-распорядитель Русского общества пароходства и торговли статский советник Новосельский. Управляющий делами Комитета на Востоке был назначен Оболенский, а с 1860 года статс-секретарь Борис Павлович Мансуров. Палестинский комитет начал свою работу 30 марта 1859 года для принятия мер по устройству в Палестине русских богоугодных заведений для православных поклонников. На эти нужды Императором Александром II было отпущено из государственного казначейства 500 000 рублей. 22 июня 1859 год после поездки в Святую Землю, Палестинский комитет возглавил брат императора Александра II — Великий князь Константин Николаевич. Кроме того из церковных кружек на цели Палестинского комитета был собраны пожертвования:
- 1859 г. — 68071 руб. 80 коп.
- 1860 г. — 61866 руб. 47 коп.
- 1861 г. — 54825 руб. 16 коп.
- 1862 г. — 56582 руб. 25 коп.
- 1863 г. — 54204 руб. 98 коп.

Кроме церковных кружек на нужды Палестинского комитета собирались добровольные пожертвования, 30000 рублей было передано от Российского общества Пароходства и торговли, в результате чего по отчетам Палестинского комитета к концу 1864 г. его капитал составил 1 003 259 руб. 34 копейки. С 22 мая 1862 года Палестинский комитет возглавил управляющий министерством народного просвещения тайный советник А. В. Головнин, в связи с уходом Великого князя Константина Николаевича наместником в Царстве Польском.

## Деятельность
В рамках улучшения быта русских паломников ещё в 1858 года в качестве временных мер нанимались частные странноприимные дома в Иерусалиме, Рамле, Яффе, Назарете и Хайфе. Тем не менее в связи увеличивающимся потоком русских паломников ещё с 1858 года Российским правительством поднимался вопрос о приобретении земли и устройства постоянных подворий для русских паломников. В 1859 году усилиями Палестинского Комитета в Иерусалиме были приобретены участки земли общей площадью 71 686 м² на Мейдамской площади, на котором впоследствии были выстроены Русские постройки. Часть земли площадью 23 142 м² непосредственно на Мейдамской площади, были подарена в дар Великому князю Константину Николаевичу турецким Султаном после посещении Святой Земли весной 1859 года. Тем не менее, чтобы в реальности юридически оформить этот участок в собственность Палестинского Комитета, Б. П. Мансурову и российскому Иерусалимскому консулу В. И. Доргобужинову пришлось истратить более 10 тыс. франков на бакшиши (взятки) турецким чиновникам. К земле на Мейдамской площади были приобретены пять других участков; один при посредничестве турецкого поданного, драгомана Британского консульства Муссы Таннуса, а другие четыре: у графа Н. А. Кушелева-Безбородко, греческого архимандрита Никифора, банкира Бергхейма и архитектора Э. Пьеротти. Общая площадь пяти приобретенных участков за которых было уплачено 30 579 рублей, соседствующих с Мейдамской площадью составила 48 535 кв.метров.

### Строительство русских построек в Иерусалиме
Прежде всего Палестинский комитет поставил своей задачей строительство:
1. однопрестольного храма, во имя Святой Живоночальной Троицы
2. дома для помещений русской миссии и приходящих в Иерусалим на поклонение русских иноков.
3. Страноприимный дом для 300 поклонников. (Елизаветинское подворье).
4. Страноприимный дом для 500 поклонниц. (Мариинское подворье).
5. Госпиталь на 60 кроватей. (Русская больница)
6. Необходимые к этим зданиям службы
7. Каменную ограду стену вокруг всего русского владения[2]

Дом для русского консула, считая, что это прерогатива МИДа, на Палестинского комитета, предполагали первоначально построить на земле, купленной рядом с храмом Гроба Господня, усилиями Российского правительства, где впоследствии было выстроено Александровское подворье усилиями Императорского православного палестинского общества. Но ввиду тесноты места и обнаруженных археологических древностей на русском месте у Гроба Господня, строительство Русского консульства было возвращено в первоначальное место на Мейдамскую площадь.
Русские постройки были построены в период с 1860 по 1864 годы. Главным архитектором, автором и руководителем проекта был профессор архитектуры, надворный советник Мартын Иванович Эппингер (1822—1872). Прежде всего в единый комплекс русских построек вошли: Свято-Троицкий собор, рассчитанный на 1200 человек, 2-х этажное здание Русской духовной миссии в Иерусалиме, одноэтажные здания Елизаветинского мужского подворья, (названного в честь Великой княгини Елизаветы Федоровны, прославленной в лике святых Русской Православной Церковью), Мариинского женского подворья (названного в честь императрицы Марии Александровны, супруги Императора Александра II), дом для Российского Императорского консула в Иерусалиме и ограду вокруг русского участка с двумя воротами: «церковными» со стороны Яффской дороги и «консульскими» со стороны старого города Иерусалима. С 1 января 1865 года по 1 апреля 1901 русские постройки приняли 86 тысяч паломников.
Вместе с казалось бы с грандиозным успехом Палестинского комитета в Иерусалиме, его деятельность подвергалась серьезной критике у современников. По первоначальному плану архитектора М. И. Эппингера, Елизаветинское и Мариинское подворья планировались быть 2-х этажными, но в реальности были построены одноэтажными, внутренняя отделка Троицкого собора не была осуществлена, а сделано гораздо позже в 1871—1872 годах, как и само освящение собора состоялось 28 октября 1872 года. Возможно это и явилось одной из причин последующего упразднения Палестинского комитета и передачи его в непосредственное подчинение МИДа. 7 апреля 1864 года Палестинский комитет был преобразован в Палестинскую комиссию.